# Petriquillo
Se denomina petriquillo o petrikillo a un curandero, especialista en sanar fracturas de huesos. Esta palabra es común en la provincia vasca de Guipúzcoa.
Parece provenir de Pedro, pero el primero del que se tiene noticia fue Francisco Tomás Tellería, de Ceráin. Le sucedió en la profesión su hijo José Francisco, quien, a pesar de no haber hecho estudios profesionales, adquirió en este particular de la curación de fracturas tal renombre que durante el reinado de Fernando VII fue llamado a Madrid, donde también alcanzó éxito.
Posteriormente, en diversos pueblos de Guipúzcoa, especialmente Elgóibar, aparecieron personas que sin orientación científica ni base de estudios se han dedicado a este menester; el pueblo tenía gran confianza en ellos, que no carecían de instinto y habilidad.